# 小林広和
小林 広和（こばやし ひろかず、1985年5月22日-）は、実業家及びパーソナルトレーナー。
株式会社トゥエンティフォーセブンの創業メンバー、株式会社アウトラインの代表取締役社長

## 経歴
島根県浜田市出身、広島県広陵高等学校卒業。

## 活動
トレーニングは独学で14歳でスタート、16歳から26歳まで格闘技を行い、総合格闘技の修斗で東日本2位の実績、その後NSCA認定パーソナルトレーナーの資格を取り2013年に24/7ワークアウトのトレーナーとして活動、2018年に女性専用パーソナルジムのアウトラインを設立、2019年に法人化、2022年現在は40店舗程の事業に成長

## 実績
・2018年にNSCA認定パーソナルトレーナー取得
・24/7ワークアウトで2014年に年間ベストトレーナー賞受賞
・2018年に女性専用パーソナルジムのアウトラインを立ち上げ
・2019年に株式会社アウトラインを設立
・2020年に株式会社ネットマーケティングの運営する、みんなのパーソナルトレーニングの監修者に任命
・2021年に美人百花のブログ記事監修者に任命
・2021年に毎日スタイルの経営者インタビューに出演
→2018年から2022年間までに、株式会社アウトラインとして累計10000人以上の女性のボディメイクを担当する